# Rodrigo de Paul
Rodrigo Javier de Paul (* 24. Mai 1994 in Sarandí) ist ein argentinischer Fußballspieler. Der Mittelfeldspieler steht bei Atlético Madrid unter Vertrag und ist aktuell an Inter Miami verliehen. Er ist zudem A-Nationalspieler. 2022 wurde er Weltmeister.

## Karriere

### Vereine
De Paul stammt aus der Jugend des Racing Club in Avellaneda. Dort rückte er zur zweiten Hälfte der Spielzeit 2012/13 in den Kader der ersten Mannschaft auf und kam am 10. Februar 2013 im Alter von 18 Jahren bei der 0:3-Niederlage gegen Atlético de Rafaela zu seinem Profidebüt in der argentinischen Primera División. Der Mittelfeldspieler avancierte sofort zum Stammspieler und erzielte einen Monat nach seinem Debüt beim 3:0-Sieg gegen den CA San Martín de San Juan sein erstes Tor im Profifußball. Bis Saisonende verpasste er kein Pflichtspiel seiner Mannschaft, wobei er bis auf drei Ausnahmen immer in der Startelf stand. Neben Einsätzen in den nationalen Wettbewerben sammelte de Paul im August 2018 auch bei zwei Spielen der Copa Sudamericana Spielpraxis. In der Saison 2013/14 war der Argentinier ebenfalls im Mittelfeld des Racing Club gesetzt und verpasste lediglich drei Ligaspiele.
Zur Spielzeit 2014/15 wechselte de Paul nach Europa zum FC Valencia in die spanische Primera División. Bei seinem Debüt am 23. August 2014 gegen den FC Sevilla wurde er aufgrund einer Tätlichkeit eine Minute nach seiner Einwechslung mit der roten Karte vom Platz gestellt. In Valencia kam der Argentinier in seiner ersten Saison meist als Einwechselspieler und absolvierte insgesamt 25 Ligaspiele sowie 4 Spiele in der Copa del Rey. Als Tabellenvierter qualifizierte man sich nach erfolgreichen Play-offs gegen die AS Monaco für die Gruppenphase der Champions League, in der de Paul zweimal eingesetzt wurde. Darüber hinaus spielte er bis Mitte Januar 2016 neunmal in der Meisterschaft sowie dreimal im Pokal, ehe er Anfang Februar für ein halbes Jahr auf Leihbasis zum Racing Club zurückkehrte. Dort stand er in 11 Ligaspielen auf dem Feld und kehrte anschließend kurzzeitig nach Valencia zurück.
Zur Spielzeit 2016/17 wechselte der Argentinier zum italienischen Erstligisten Udinese Calcio, bei dem er einen Fünfjahresvertrag unterschrieb. Dort war er auf Anhieb Stammspieler und erzielte mit seiner Mannschaft in seinen ersten vier Jahren am Saisonende jeweils einen Platz im Mittelfeld der Tabelle. In den Spielzeiten 2016/17 und 2017/18 traf er je viermal in der Serie A, anschließend baute er seine Torausbeute auf neun (2018/19) und sieben Tore (2019/20) aus. In der Saison 2020/21 erzielte er neun Tore und legte zehn weitere auf.
Zur Saison 2021/22 wechselte de Paul zum amtierenden spanischen Meister Atlético Madrid, bei dem er einen Vertrag bis zum 30. Juni 2026 unterschrieb.
Ende Juli 2025 wurde er von Atlético für die laufende MLS-Saison 2025 an das Franchise Inter Miami verliehen. Es besteht zudem eine Option für eine feste Verpflichtung bis einschließlich der Saison 2029.

### Nationalmannschaft
Am 11. Oktober 2018 debütierte de Paul beim 4:0-Sieg im Freundschaftsspiel gegen den Irak in der argentinischen Nationalmannschaft. Er gehörte zum Kader bei der Copa América 2019 in Brasilien. Dort kam er in jedem Spiel seiner Mannschaft zum Einsatz, die den dritten Platz belegte.
Auch für die Copa América 2021 wurde de Paul in die Nationalmannschaft berufen. Beim 3:0-Sieg im Viertelfinale gegen Ecuador erzielte er sein erstes Länderspieltor zum zwischenzeitlichen 1:0. Beim 1:0-Finalsieg am 10. Juli 2021 über Titelverteidiger Brasilien gab er mit einem langen Pass die Vorlage zum einzigen Tor durch Ángel Di María und gewann mit seiner Mannschaft die Copa América 2021. Er wurde ins Team des Turniers berufen. Bei der Weltmeisterschaft 2022 in Katar zählte de Paul zu Argentiniens Stammspielern. Er stand in jedem Spiel seiner Mannschaft in der Startelf und wurde Weltmeister.

## Titel
- Weltmeister: 2022
- Copa-América-Sieger: 2021, 2024
- Finalissima-Sieger: 2022